# Compactena hilda
Compactena hilda är en fjärilsart som beskrevs av Druce 1887. Compactena hilda ingår i släktet Compactena och familjen snigelspinnare. Inga underarter finns listade i Catalogue of Life.